# Петър Тофович
Петър Стеванов Тофович (на македонска литературна норма: Петар Стеванов Тофовиќ) е виден неврохирург от Социалистическа република Македония.

## Биография
Обочки е роден в западномакедонския град Тетово на 3 февруари 1920 година, тогава в Кралство на сърби, хървати и словенци. Работи като преподавател в Медицинския факултет в Скопие и е основател на неврохирургичното отделение и изобщо на неврохирургията в Народна република Македония в 1959 година. Директор е на Неврохирургическата клиника от основаването ѝ в 1959 година до 1984 година. Автор е на много научни трудове и е член на Европейската асоциация за неврохирургия.
Умира в Скопие на 21 юли 1990 година.